# Petra Schelm
Petra Schelm, née le 16 août 1950 à Hambourg et morte le 15 juillet 1971 dans cette même ville, est membre de la première génération de la Fraction armée rouge. Elle est la première tuée en opération parmi les membres de l'organisation terroriste.

## Biographie
Fille d'Adolf Schelm, Petra Schelm, issue d'un milieu modeste, possède une formation de coiffeuse car elle envisage de travailler ensuite comme maquilleuse. Après son apprentissage, elle travaille un temps pour une boutique d'artisanat enchaînant par la suite avec une activité de guide touristique au profit d'une agence de voyage américaine.
Petra Schelm vit ensuite dans un quartier de Berlin-Ouest et milite dans le groupe Außerparlamentarische Opposition. Elle rencontre à cette époque Manfred Grashof. 
Le 14 mai 1970, la Fraction armée rouge libère Andreas Baader. Quelques jours plus tard, Petra Schelm et Manfred Grashof se rendent à la rédaction du journal anarchiste Agit 883 et parviennent à les convaincre de publier un texte rédigé par Ulrike Meinhof. Ce texte constitue le premier texte de revendication de la Fraction armée rouge et est relatif à la libération de Baader par son commando. Il se termine par l'appel à la lutte armée.
Elle aurait été active avec Ulrike Meinhof et l'avocat Horst Mahler au sein d'un groupe de travail consacré à la « resocialisation des groupes sociaux marginalisés ». Cependant, l'étendue de son implication dans ce groupe de travail reste floue, un employé de l’époque expliquant à l'hebdomadaire Der Spiegel : « En fait, je devrais la connaître, mais je ne la connais pas ».
De Berlin-Est, en juin 1970, elle rejoint la Jordanie où elle suit un début de formation militaire dans un camp du Fatah avec d'autres membres de la RAF. En raison de divergences avec le Fatah, la formation est rapidement écourtée. Le groupe repart pour Berlin-Ouest en août 1970. Au printemps 1971, la Cour fédérale de justice émet un mandat d'arrêt visant Petra Shelm, y incluant sa photographie dans l'avis de recherche, cela étant justifié par le soupçon que sa connaissance d'Ulrike Meinhof et de son entourage puisse évoluer vers son implication plus marquée dans une organisation criminelle.

### Mort

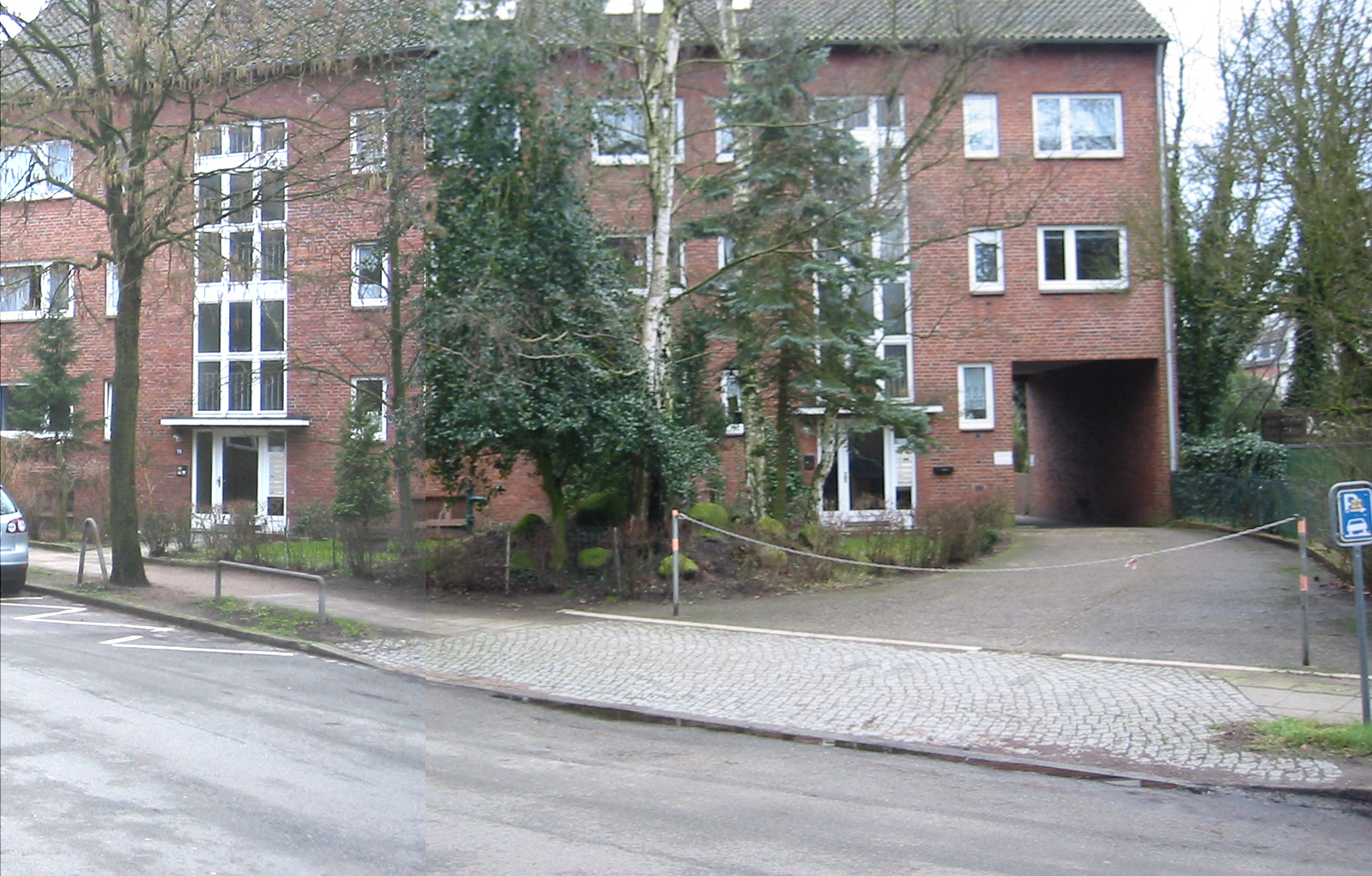
Le numéro 21 de la Reineckestrasse à Hambourg où est abattue Petra Schelm.

Lors d'une chasse à l'homme à grande échelle, nom de code Kora, menée par 3 000 policiers contrôlant toutes les voitures puissantes et rapides, dans le nord de l'Allemagne de l'Ouest afin de mettre la main sur une cinquantaine de membres de la RAF, Petra Schelm, accompagnée de Werner Hoppe, 22 ans, autre membre de la RAF, forcent à bord d'une voiture modèle BMW 2002 Ti volée un barrage routier dressé par la police sur la Stresemannstrasse d'Hambourg le 15 juillet 1971. Après une course-poursuite de deux kilomètres vers l'ouest, le véhicule est arrêté sur la chaussée Bahrenfelder. Petra Schelm et Werner Rogue s'extraient du véhicule et tirent à plusieurs reprises sur les policiers avec leurs pistolets FN 9 mm pour couvrir leur fuite à pied en traversant la Von-Sauer-Straße dans la Reineckestraße. Petra Schelm et Werner Hoppe se séparent dans les jardins derrière la rue. Revenant dans la Reineckestrasse, Petra Schelm fait face à un officier de police et un échange de tirs à lieu. Patra Schelm tombe inerte à terre devant le numéro 21 de la Reineckestrasse. Lors de l'échange de tirs, elle est mortellement touchée à la tête par le feu de la mitraillette du policier, une balle entrant en diagonale sous son œil gauche. La mort de Petra Schelm est confirmée à l'hôpital d'Altona à 14 h 30.
Aidé par un hélicoptère, le policier ayant abattu Petra Schelm participe ensuite à la poursuite de Werner Hoppe qui est maîtrisé et arrêté quelques minutes plus tard dans le marais situé à l'ouest en bordure de la Bundesautobahn 7.
À la question « Pourquoi a-t-elle reçu une balle dans la tête et non dans les jambes ? » posée par un journaliste du magazine Der Spiegel au policier auteur du tir mortel, celui-ci répond « Avez-vous déjà fait la guerre ? ».
La police croyant d'abord que la femme abattue est Ulrike Meinhof, la DPA annonce par erreur la mort d'Ulrike Meinhof à 16 h 16. L'information est démentie à 16 h 28.
En prélude à la Mai-Offensive der Rote Armee Fraktion (de), le 11 mai 1972, le « Commandement Petra Schelm » lance une attaque contre le quartier général du 5e corps d'armée des forces armées américaines installé dans les anciens locaux de l'IG Farben à Francfort-sur-le-Main. Trois bombes explosent, tuant le lieutenant-colonel américain Paul Bloomquist (en) et blessant treize autres personnes.
Petra Schelm est inhumée au cimetière In den Kisseln (de) situé dans l'arrondissement de Spandau à Berlin.

## Divers
À sa mort, Petra Schelm n'est plus en contact avec ses parents depuis déjà longtemps à la suite d'un différend familial, son père ayant refusé la main de sa fille à Manfred Grashof, ancien déserteur de la Bundeswehr, membre de la RAF et petit ami de Petra Schelm jusqu'à la mort de cette dernière.

## Culture populaire
Petra Schelm est incarnée par Jana Pallaske, interprétant le rôle de Karin, dans le film Fraction armée rouge, réalisé en 2002 par Christopher Roth et par Alexandra Maria Lara dans le film La Bande à Baader, réalisé en 2008 par Uli Edel.

## Filmographie

### Télévision
- 1986 : Baader-Meinhof, documentaire en deux parties de Stefan Aust et Ludwig Schubert, elle-même

### Cinéma
- 2007 : Die RAF, documentaire en deux parties de Stefan Aust et Helmar Büchel, elle-même